# 第14独立機械化旅団 (ウクライナ陸軍)
第14独立機械化旅団（だい14どくりつきかいかりょだん、ウクライナ語: 14-та окрема механізована бригада）は、ウクライナ陸軍の旅団。西部作戦管区隷下。

## 概要

### ドンバス戦争

第14独立機械化旅団

2014年12月1日、イロヴァイスクの戦いで大損害を受け解隊された第51独立親衛機械化旅団隷下のロケット砲大隊、対戦車砲大隊、戦車大隊、工兵大隊、整備大隊、ウクライナ領土防衛大隊の第1ヴォリン領土防衛大隊（第1独立自動車化歩兵大隊に改称）を基幹に、ヴォルィーニ州ヴォロディームィルで創設された。
2015年2月、ドンバス戦争に投入され、第1戦車中隊が東部ドネツィク州デバルツェボに配備され、友軍を退却支援した。
2019年10月14日、ウォロディミル・ゼレンスキー大統領から、名誉称号「ロマン・ムスティスラーヴィチ」を授与された。

### ロシアのウクライナ侵攻

#### 北部・キーウ戦線
2022年2月24日から、ロシアのウクライナ侵攻では、侵攻初日にベラルーシと国境を接する北部ジトーミル州オーヴルチ地区に配備され、行軍中にロシア軍と遭遇戦となった。3月上旬には北部キーウ州ブチャ地区に再配置され、第95独立空中強襲旅団と合同で攻勢を開始し、マカリウを解放した。

#### 南部・ムィコラーイウ戦線
2022年3月、南部ムィコラーイウ州ムィコラーイウ地区に再配置され、ロシア軍をムィコラーイウで撃退した。

#### 東部・バフムート戦線
2022年5月中旬、激戦地の東部ドネツィク州バフムート地区に再配置され、8月までバフムート、ソレダルを防御した。団員はバフムート戦線が最も困難だったと述べ、オレクサンドル・オクリメンコ旅団長も「ロシア軍に大損害を与えたが攻勢が強くて、1週間まともに眠れなかった」と述べた。

#### 北東部・ハルキウ戦線
2022年9月上旬、北東部ハルキウ州ハルキウ地区で攻勢を開始し、9月中旬には第6中隊がロシアと国境を接するテルノヴァを解放して同州の大部分を解放した。以後もハルキウ州に駐留した。
2023年5月5日、ウォロディミル・ゼレンスキー大統領から、勇気と勇敢さに対する栄誉賞を授与された。

#### 北東部・クプヤンシク戦線
2023年9月下旬、北東部ハルキウ州クプヤンシク地区に再配置され、ロシア軍の攻勢を防御している。

## ギャラリー

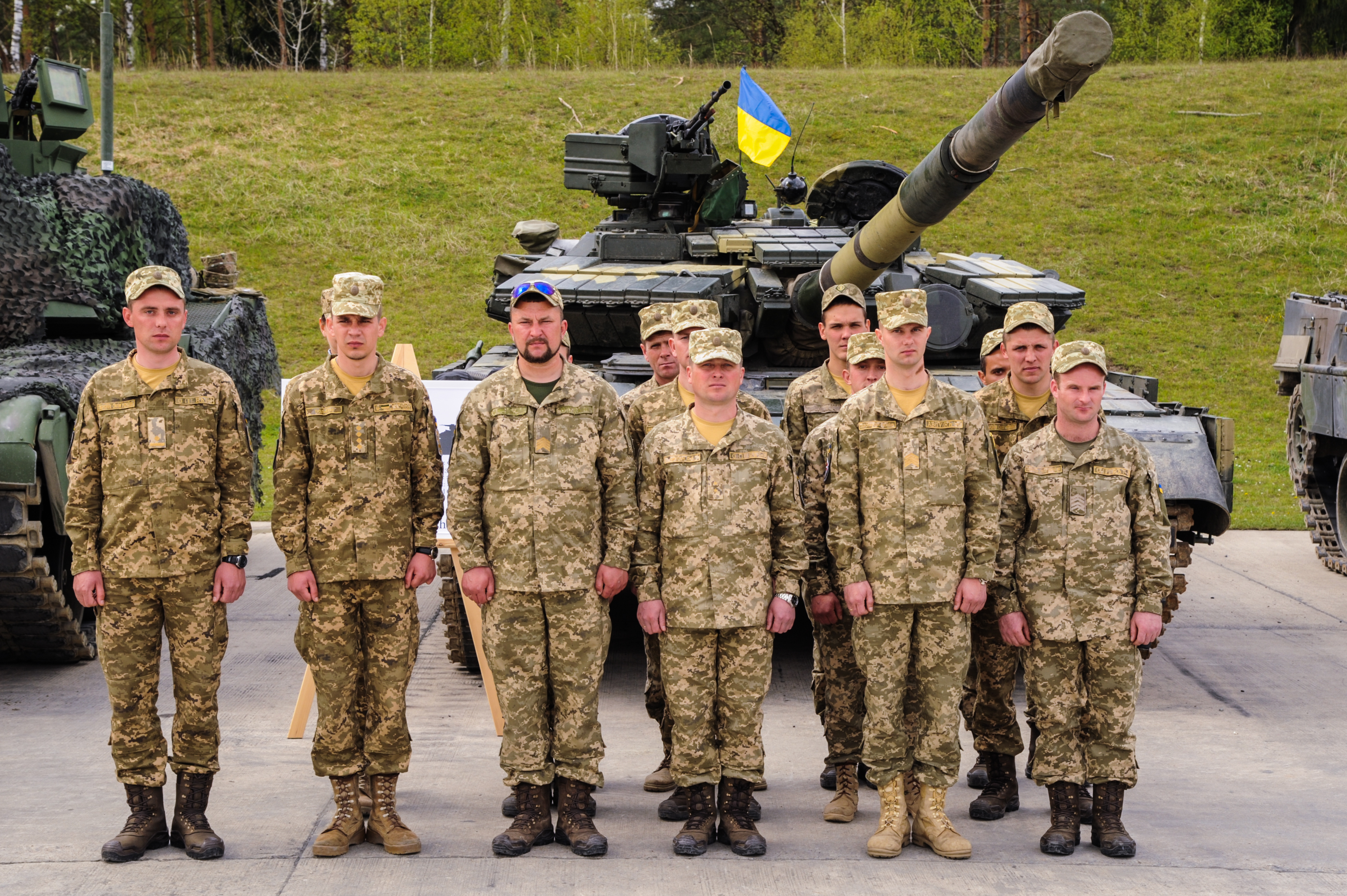
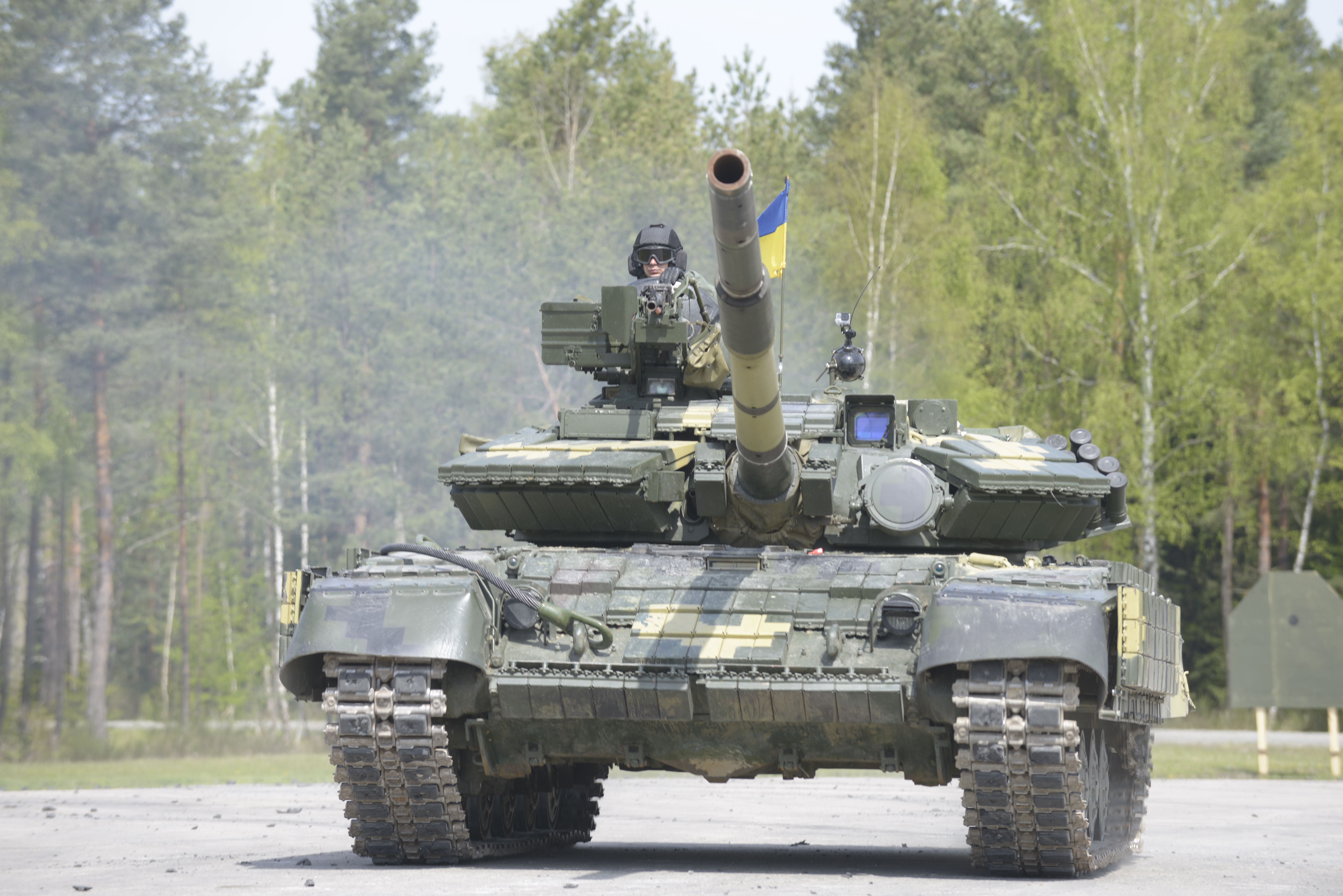
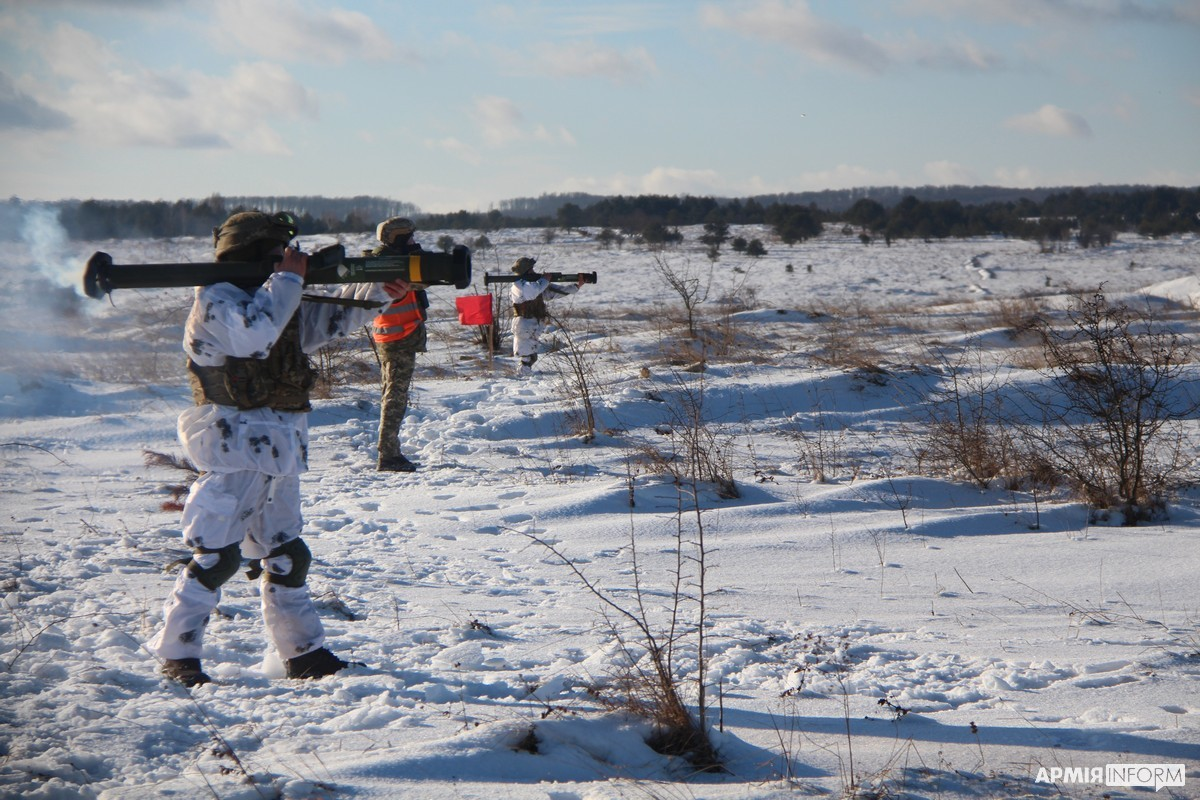

## 編制
- 旅団司令部（ヴォロディームィル）
- 第1機械化大隊
- 第2機械化大隊
- 第3機械化大隊
- 戦車大隊
- 第1独立自動車化歩兵大隊
- 旅団砲兵群
  - 指揮情報中隊
  - 第1自走砲大隊
  - 第2自走砲大隊
  - ロケット砲大隊
  - 対戦車砲大隊
- 防空大隊
- 工兵大隊
- 整備大隊
- 補給大隊
- 偵察中隊
- 狙撃中隊
- 電子戦中隊
- 通信中隊
- レーダー中隊
- 化学防護中隊
- 衛生中隊